# 神尾米
神尾 米（かみお よね、1971年11月22日 - ）は、神奈川県横浜市出身の元女子プロテニス選手。東海大学付属相模高等学校卒業。現在Team Sanplusコーチ兼本玉真唯コーチ。

## 来歴
伊達公子の刺激で日本女子テニス界が最盛期にあった頃に活躍した選手のひとりである。シングルス自己最高ランキングは24位（1995年10月16日付）。これは当時の日本女子では3位にあたり、1番手の伊達、2番手の沢松奈生子に続く好位置につけていた。現役時代はブリヂストンスポーツに所属した。3人兄妹の末っ子であり、2009年11月からは長兄の神尾元治が代表取締役を務めるインディーズ・レーベルの音楽会社である有限会社タフビーツにマネージメントを委託している。また次兄の神尾光輝はサーフィンフォトグラファーとして活動している。
神尾は母親の影響で10歳からテニスを始め、高校卒業後の1990年にプロ転向。主な成績は、全日本テニス選手権で1994年のシングルス優勝、1996年のダブルス優勝がある。4大大会でも、1995年に全豪オープン・ウィンブルドン・全米オープンの3大会で3回戦進出を果たし、とくに全米オープンでは刺傷事件からの復帰を果たした第2シードのモニカ・セレシュに挑戦している。ただし全仏オープンでは1度も初戦を突破できなかった（1994年-1996年の3度出場）。しかし選手キャリアがピークにあった頃、慢性的な肩の故障を抱え、再起不能の宣告を受ける。1997年2月の「全日本室内テニス選手権」優勝を最後に、25歳で現役を引退した。
引退後はテニスで後進の指導に携わる傍ら、タレントとして活動。テレビ番組を通してトライアスロンなどのスポーツにも挑戦している。1999年には日本テレビの番組『ウッチャンナンチャンのウリナリ!!』の企画「ドーバー海峡横断部」に宮本和知の紹介で参加し、部長の内村光良らと共にドーバー海峡のリレー横断泳を達成。その他にも同番組の様々な企画に参加した。2000年にはテレビ東京でシドニーオリンピックのキャスターを務めた。2001年8月31日に結婚し、2003年5月15日に長女を出産しているが、出産直前に離婚している。
2015年よりワールドジュニア女子日本代表の監督を務める。2017年4月から日本テニス協会強化副本部長を務めている。

## メディア出演
- ウッチャンナンチャンのウリナリ!!（日本テレビ）
- ものまねバトル大賞（日本テレビ）
- DAISUKI!（日本テレビ）
- イブニング・ファイブ（TBSテレビ）
- 志村&所の戦うお正月（テレビ朝日)
- 趣味どきっ!「現代テニス再デビュー」（2015年6月 - 7月（全9回）、NHK Eテレ） - 講師